# Palazzo Comunale (Crotone)
Il Palazzo Comunale è un edificio che ospita la sede del comune di Crotone. Si trova in Piazza della Resistenza, affacciato su via Vittorio Veneto. In precedenza, la sede del Comune fu ospitata presso palazzo San Giovanni (oggi nota come Casa della Cultura) dal 1800 al 1883.

## Storia
L'edificio, in puro stile razionalista, venne realizzato negli anni '50 del XX secolo per iniziativa del sindaco dell'epoca Silvio Messinetti, sulla base di un progetto preesistente elaborato dall'architetto cosentino Luigi Gallo.

### Scavi archeologici
Situato in una zona intrisa di storia millenaria, il palazzo rappresenta un punto cardine nell'ambito degli scavi archeologici condotti nel territorio circostante. La struttura del municipio è stata oggetto di lavori di ristrutturazione e sopraelevazione nel 1993, dando l'opportunità alla Soprintendenza di condurre una serie di scavi negli scantinati, successivamente ripresi nel 2016 grazie al progetto ArkeoUrbe.
Le scoperte effettuate sotto il palazzo hanno portato alla luce stratificazioni storiche di Crotone, evidenziando reperti e testimonianze di varie epoche: tra queste, le ricerche hanno individuato tracce dell'età greca e dell'età romana, gettando luce sulla trasformazione della città nel corso dei secoli.
Nel contesto delle indagini, sono emerse fondazioni di abitazioni risalenti alla prima fase urbanistica della città, datate al IV-III secolo a.C.; queste evidenze suggeriscono una disposizione urbanistica orientata da nord a sud, simile a quella di zone limitrofe come la Banca Popolare di Crotone e Via Azaria Tedeschi.
Inoltre, i reperti raccolti comprendono rari reperti dell'età greca come ceramiche da mensa a vernice nera, nonché una singolare moneta in bronzo risalente al periodo della guerra annibalica, con l'effige di Artemide e la legenda "κρο" (KRO).
Successivamente, la sovrapposizione di una vasta necropoli di età romana nell'area abbandonata del quartiere greco ha rivelato dettagli sulle pratiche funerarie dell'epoca. Le tombe datate tra il I e il III secolo d.C. testimoniano sia riti di incinerazione che di inumazione, con varie tipologie di sepolture, corredi funerari e monete utilizzate come offerte per il viaggio nell'aldilà.

## Descrizione
L'edificio si presenta in pianta quadrata a forma di U e disposta su tre piani fuori terra, con una balconata aperta al centro.